# Anoplodesmus simplex
Anoplodesmus simplex är en mångfotingart som först beskrevs av Jean-Henri Humbert 1865.  Anoplodesmus simplex ingår i släktet Anoplodesmus och familjen orangeridubbelfotingar. Inga underarter finns listade i Catalogue of Life.